# Rô phi hồ Chala
Rô phi hồ Chala (Oreochromis hunteri) là một loài cá thuộc họ Cichlidae. Nó là loài đặc hữu của Kenya. Môi trường sống tự nhiên của chúng là hồ nước ngọt.